# 蔡承植
蔡承植（1557年—1619年），字以發，號槐庭、槐亭，湖廣長沙府攸縣渌田镇人，明朝政治人物。萬曆癸未進士，官至南京太僕寺少卿致仕。

## 生平
萬曆七年（1579年）己卯科湖廣鄉試第三十九名，萬曆八年（1580年）聯捷庚辰科會試第二百五名，未殿试，十一年（1583年）補癸未科殿試，登三甲第八十三名進士，戶部觀政，本年告授直隸池州府学教授。萬曆十三年（1585年）升福建建宁府推官，十九年升戶部主事，二十一年升南京戶部员外郎，二十二年升戶部甘肃管粮郎中。二十三年調南京禮部祠祭司郎中。丁憂，服闋，二十六年復除戶部，督理甘固粮储，二十七年养病。三十年補原职。
萬曆三十二年（1604年），升任浙江紹興府知府，调嘉兴府，萬曆三十五年（1607年）七月升任廣東按察副使。三十六年以终养辞官。起升廣東參政，四十年正月升南京太仆寺少卿添注。
蔡承植信佛，晚年自号为不久道人。临死前，抬到佛寺，请僧人为他落发，口念观世音菩萨而逝

## 家族
曾祖蔡國信；祖父蔡枢，庠生；父蔡思周，曾任儒官。母何氏。兄蔡承可、蔡承同，弟蔡承赉。

## 故居
蔡槐庭故居至今尚存，位于攸县渌田镇，也是蔡氏祖祠所在地。